# بورگ-لا-رن
بورگ-لا-رن (به فرانسوی: Bourg-la-Reine) یک کمون در فرانسه است که در canton of Bourg-la-Reine واقع شده‌است.

## خصوصیات
بورگ-لا-رن ۱٫۸۶ کیلومترمربع مساحت و ۱۹٬۹۰۶ نفر جمعیت دارد و ۴۸ متر بالاتر از سطح دریا واقع شده‌است.

## خواهرخوانده
شهر رگین خواهرخواندهٔ بورگ-لا-رن هست.

## نگارخانه

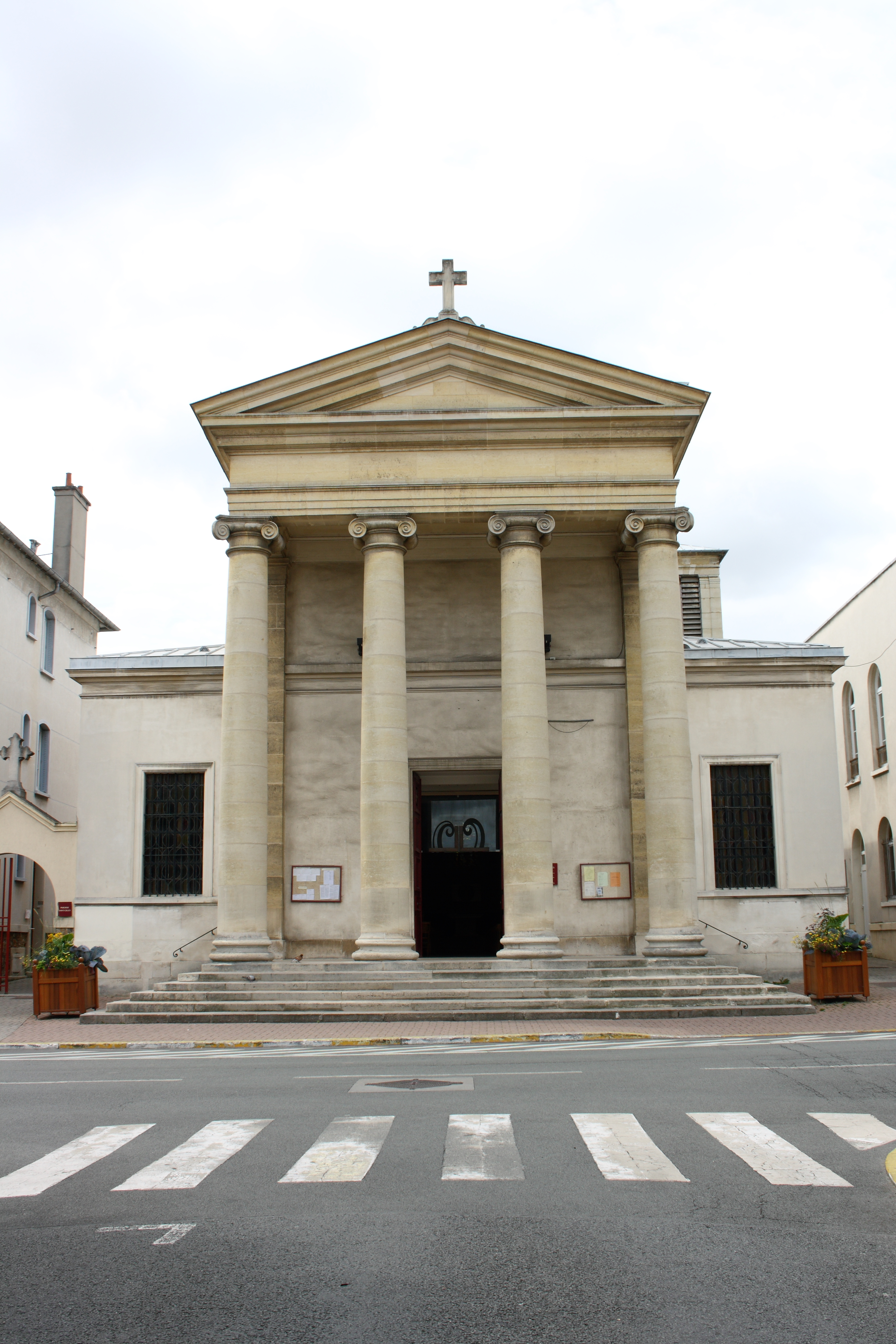
Église Saint-Gilles
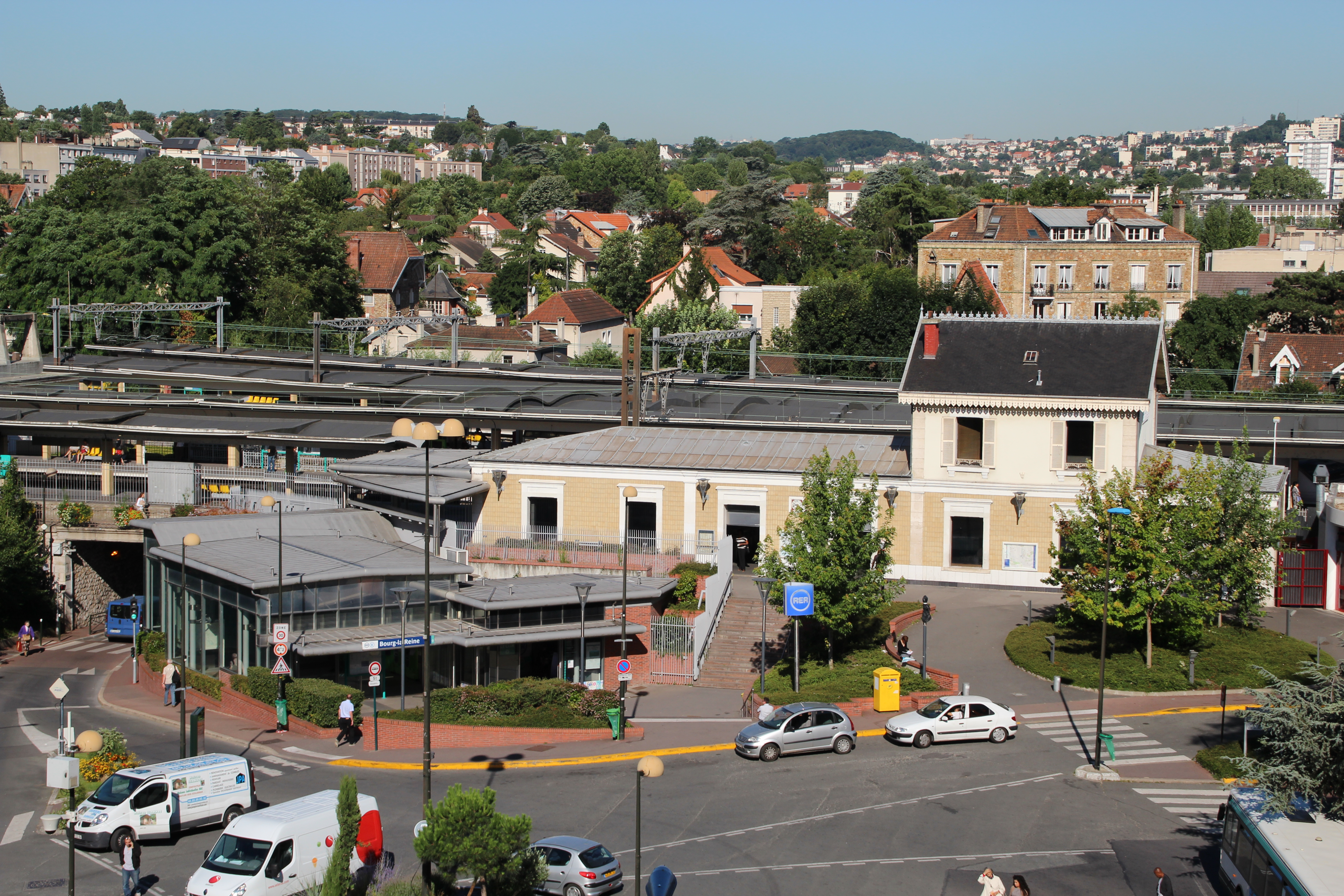
RER Bourg-la-Reine
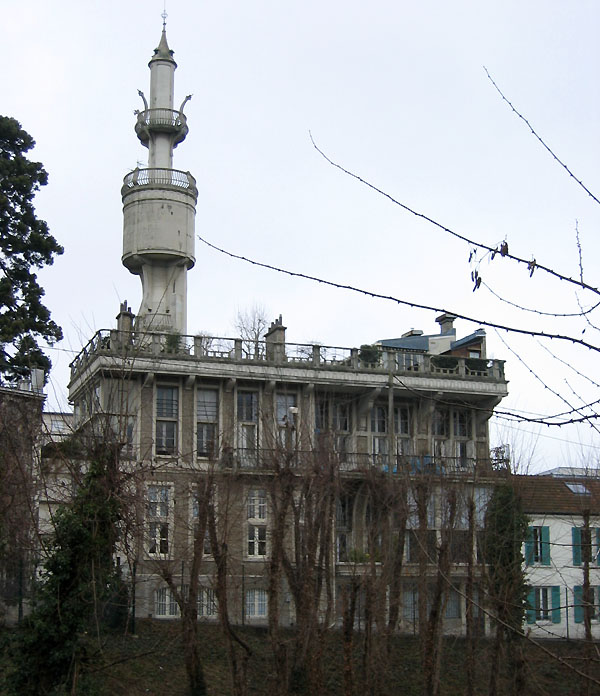
Villa Hennebique (1901-1903)
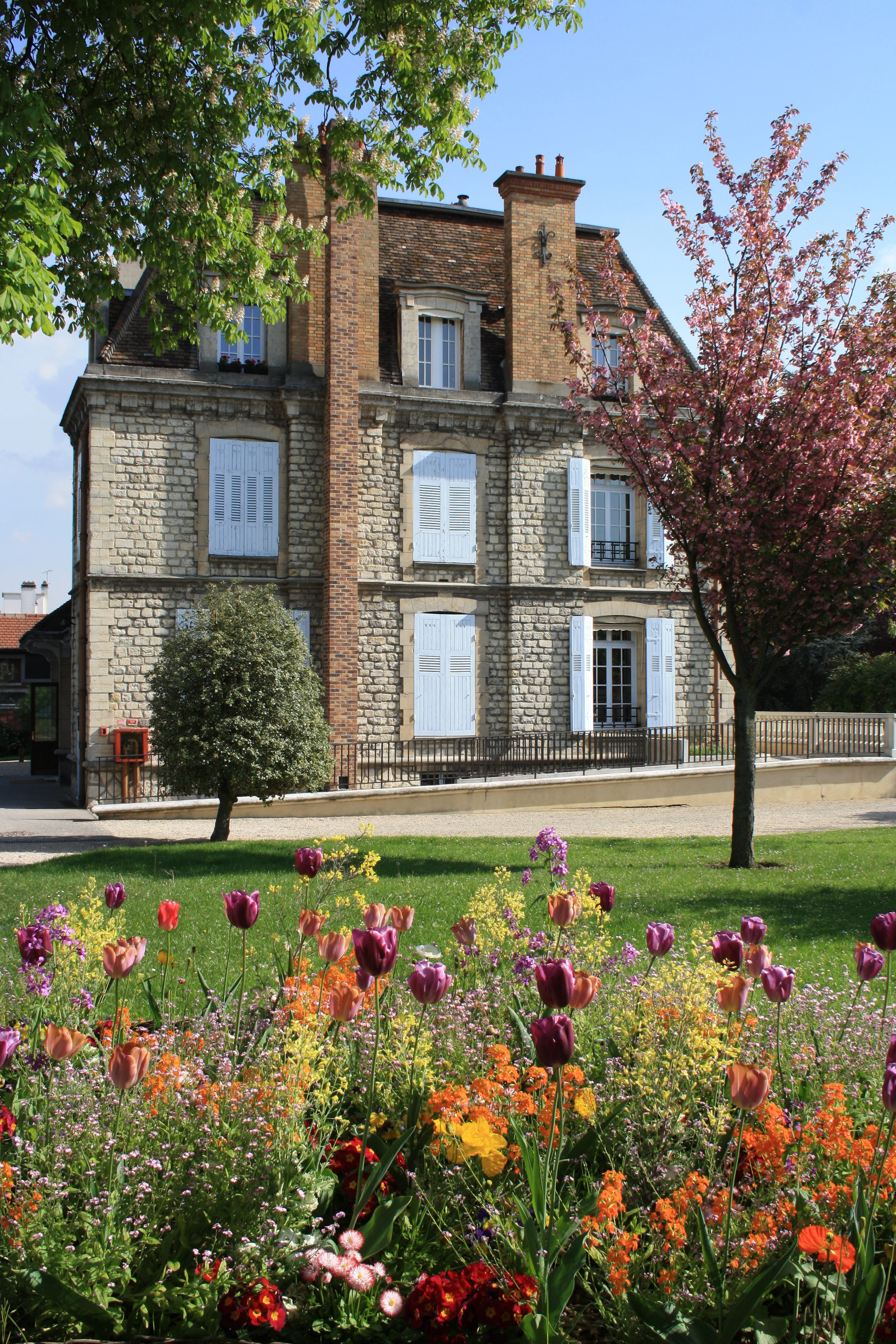
Villa Saint Cyr
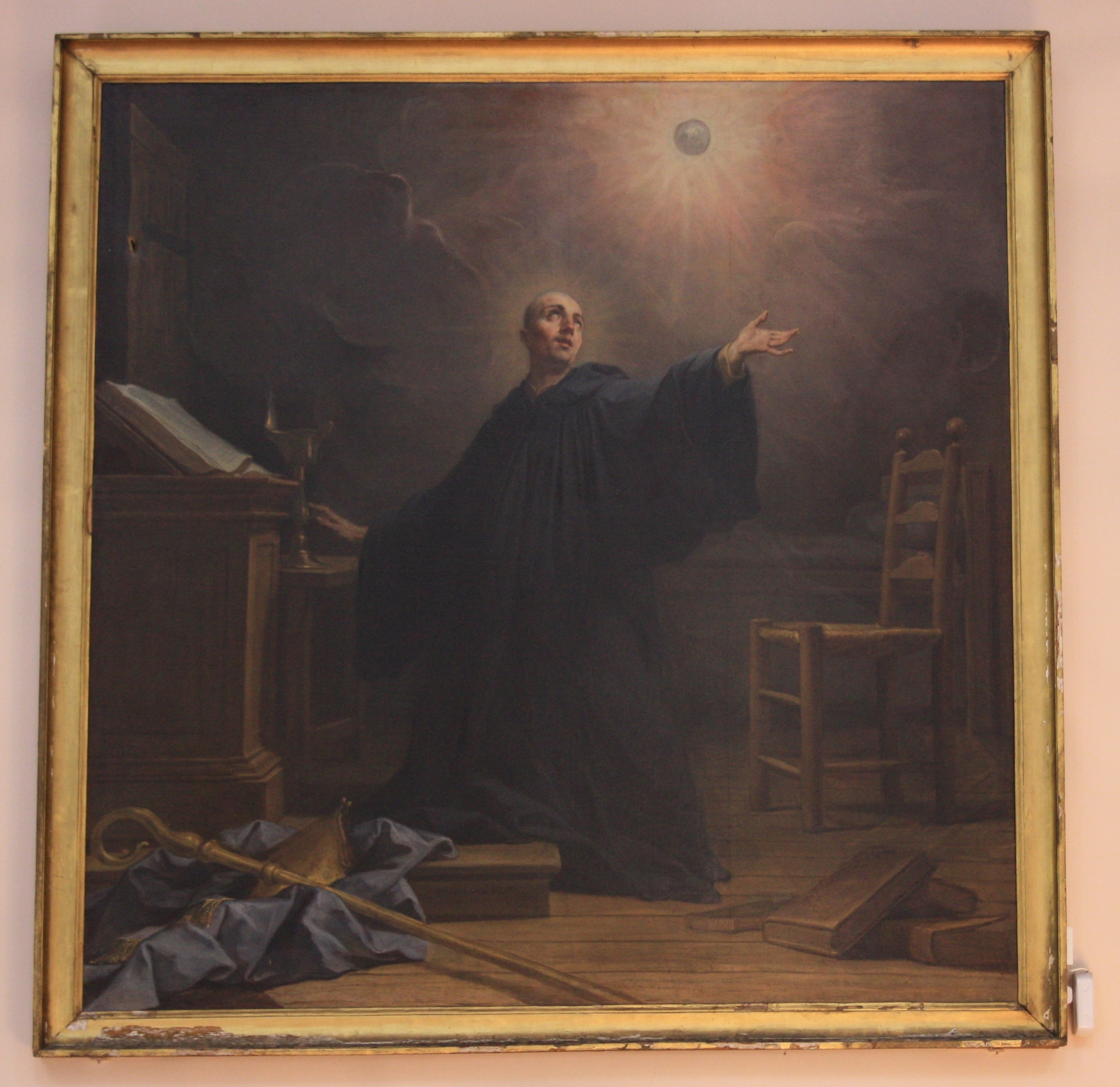
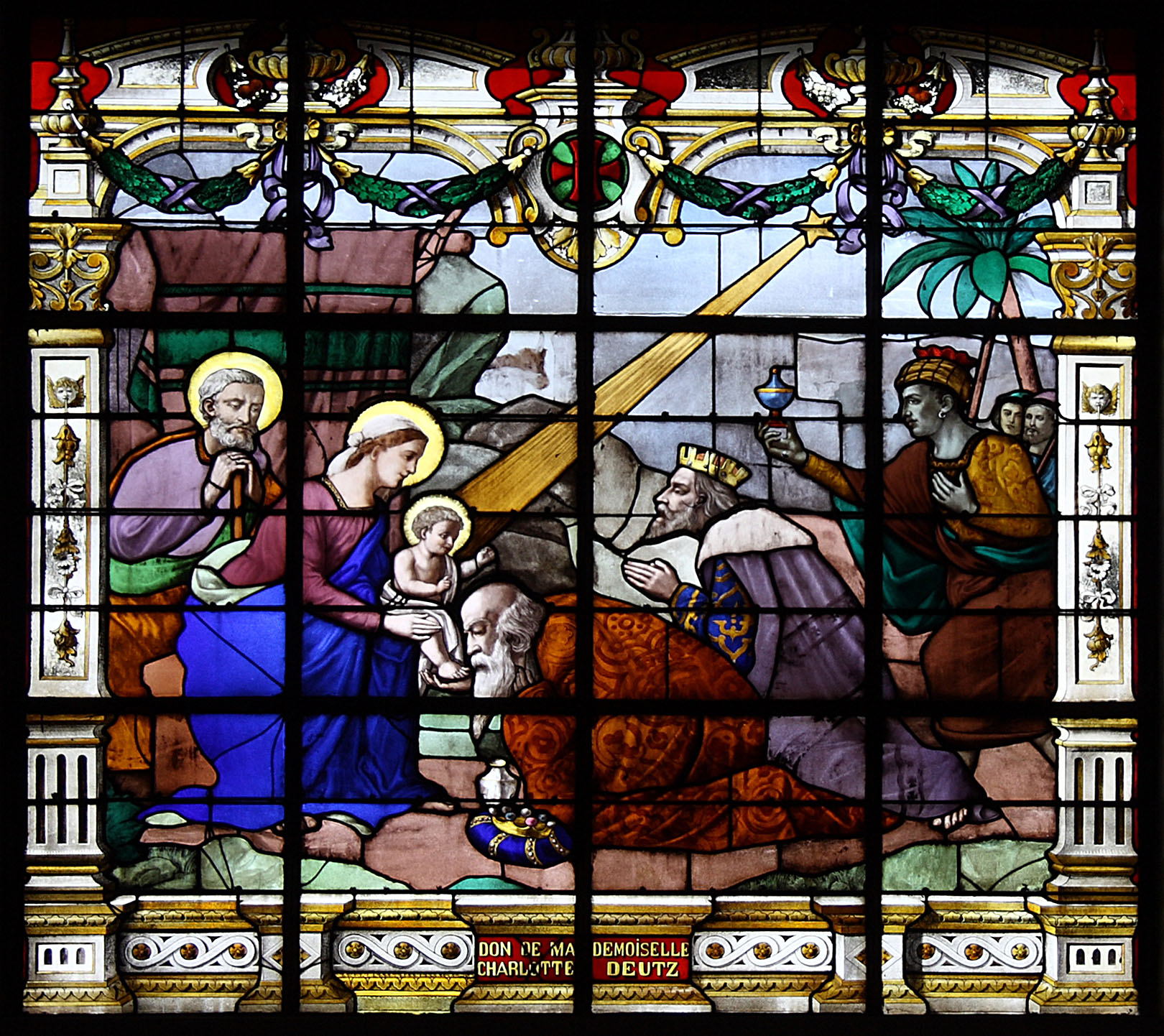